# Ruder Finn
Ruder Finn est un service de relations publiques dont les sièges se situent aux États-Unis et en Chine. C'est l'une des plus grandes agences de communication privée au monde. L'agence compte quatre divisions: Santé & Bien-être, Réputation & transformation d'entreprise, Studios RFI et Connexions Consommateurs. 

## Histoire
Ruder Finn a été créé en 1948 à New York par David Finn et Bill Ruder. La société est actuellement dirigée par la PDG Kathy Bloomgarden, fille de David Finn. 
Leur premier client était Perry Como et, au fil du temps, ils ont élargi leur réseau pour inclure des sociétés de produits de consommation ainsi que des organismes gouvernementaux. Dans les années 1960 et jusqu'à la fin des années 1990, tout en représentant le client de longue date Philip Morris (maintenant Altria), Ruder Finn a joué un rôle déterminant dans la campagne de relations publiques qui contestait les preuves démontrant que le tabagisme était dangereux pour la santé. 
En 1997, Ruder Finn dirigeait la Global Climate Coalition, un groupe d'entreprises principalement américaines, qui s'opposaient aux mesures visant à réduire les émissions de gaz à effet de serre. 
En 1999, Ruder Finn a créé RFI Studios, une entreprise numérique, pour aider les clients à protéger et à renforcer leur réputation en ligne. L’agence s’étend en Asie et ouvre des bureaux à Shanghai, Beijing, Hong Kong, Guangzhou, Singapour, Delhi, Mumbai et Bangalore. En 2005, un travail bénévole effectué pour l’ONU a suscité des spéculations alors que le neveu de Kofi Annan, Kobina, travaillait comme stagiaire au sein de la société. En 2011, Ruder Finn a acquis Thunder Communications, un cabinet de conseil en gestion d'événements, marque et marketing en Chine, et a noué un partenariat avec Kyodo Public Relations.

## Clientèle
De nombreux clients font appel au service de la société Ruder Finn, dont : Johnson & Johnson, Kraft Foods, Microsoft, Novartis, PepsiCo, Pfizer,  PPR, TiVoet Tod's.